# Маджир махала
Маджир махала (на македонска литературна норма: Маџир Маало) е квартал на столицата на Северна Македония Скопие, част от скопската община Център. Името му произхожда от мюсюлманските заселници в Македония, които са наричани маджири. Кварталът е разположен на десния бряг на река Вардар, който започва да се заселва през 1873 – 1874 година, когато е построена жп линията свързваща Митровица със Солун. В махалата се намирала Маджир джамия, издигната от турски бежанци от Ниш.